# 페르난두 샬라나
페르난두 알비누 드 소자 샬라나(포르투갈어: Fernando Albino de Sousa Chalana [fɨɾˈnɐ̃du ʃɐˈlɐnɐ][*], 1959년 2월 10일, 리스보아 지방 바헤이루 ~ 2022년 8월 10일, 리스보아 지방 리스본)는 포르투갈의 전 축구 선수이자 감독이다.
당대 포르투갈 축구의 인재로 추앙받던 그는 단신의 좌측 미드필더로 공 제어와 공몰이에 일가견이 있었다.
현역 시절, 그는 벤피카에서 주로 활약하면서 몇 차례 부상으로 허덕였고, 이후 그는 친정 감독의 지휘봉도 잡았었다. 부상으로 허덕이기 전, 그는 포르투갈 국가대표팀 일원으로 유로 1984의 4강 주역으로 활약했다.

## 선수 경력
세투발 현의 바헤이루 출신인 샬라나는 바헤이렌스에서 축구를 시작해 리스본의 이웃 구단인 벤피카로 1974년에 이적해 이어지는 8년 동안 수 차례 득점과 도움을 기록하며 프리메이라리가 5회 우승, 타사 드 포르투갈 3회 우승 등 수 차례의 우승에 일조했다.
불과 17세의 나이였던 1976년 11월 17일, 샬라나는 덴마크와의 1978년 월드컵 예선전 경기에서 역대 4번째 최연소의 나이로 출전했고, 같은 시기, 그는 벤피카의 구 이스타디우 다 루스에서 득점한 역대 최연소 선수로도 기록되었다. 그가 경력 최정점을 찍은 시기는 프랑스에서 열린 유로 1984에 출전해 국가대항전 한복판에서 뛴 것이었다. "작은 천재"라 불린 그는 선수단의 구심점으로, 대회 내내 훌륭한 공몰이를 선보였는데, 개최국에 준결승전에서 비록 2-3으로 패했지만, 후이 주르당이 넣은 2골을 모두 도왔다.
대회 후 새 구단을 물색하던 샬라나는 보르도에서 3년을 보냈지만, 지속적으로 부상을 당하면서 큰 인상을 남기지 못했다. 1987년, 그는 벤피카로 복귀했지만, 예전만큼의 맹활약을 하지 못했다. 그의 마지막 국가대표팀 경기는 1988년 11월 12일에 열린 스웨덴과의 친선경기로 결과는 0-0 무승부로 끝났다.
샬라나는 리스본 연고의 벨레넨스스와 이스트렐라 아마도라에서 각각 1년씩 보냈는데, 후자의 구단은 리가 포르투갈 2에서 보냈고, 두 구단을 거친 후 33세의 나이로 축구화를 벗었다.

## 감독 경력
1999-2000 시즌, 샬라나는 벤피카의 유소년부를 지도하여 전국 리그를 우승했다. 그는 4년 뒤 중위권인 파수스 페헤이라의 수석 코치로서 첫 1군 무대 지도자 보직을 맡았는데, 17위로 1부 리그에서 강등되었다.
이후, 샬라나는 벤피카에서 수석 코치로 여러 감독들을 보좌했다. 그러나, 2008년 3월, 그는 호세 안토니오 카마초 감독이 해임되면서 공석이 된 감독직을 대행했다. 앞서 2002년, 그는 제수알도 페헤이라의 경질로 공백을 메울 선수로서 낙점되어 1경기를 지도했다. 이 경기에서, 그는 측면 자원 미겔을 우측 수비수로 보직을 바꾸었고, 그에 따라 전세계적으로 명감독으로 평가되기 시작했다.
1년 동안 키케 산체스 플로레스를 수석코치로 보좌한 후, 샬라나는 이후 다시 유소년부 감독으로 취임했다.

## 사생활과 최후
그의 본명 외에도 샬라나는 "샬라니스"(Chalanix, 그의 콧수염은 만화 주인공 아스테릭스와 흡사했다)로라는 별칭으로도 수식되었다.
2022년 8월 10일, 그는 향년 63세에 퇴행성 질환으로 영면에 들었다.

## 국가대표팀 득점 기록
아래의 점수에서 왼쪽의 점수가 포르투갈의 점수이며, 점수 열은 샬라나의 득점 상황을 나타낸다.
| # | 날짜             | 경기장                  | 상대     | 점수 | 결과 | 대회                 |
| - | ---------------- | ----------------------- | -------- | ---- | ---- | -------------------- |
| 1 | 1976년 12월 5일  | 키프로스 리마솔 치리온  | 키프로스 | 1–0  | 2–1  | 1978년 월드컵 예선전 |
| 1 | 1977년 11월 16일 | 포르투갈 파루 상 루이스 | 키프로스 | 1–0  | 2–1  | 1978년 월드컵 예선전 |

## 수상
벤피카
- 프리메이라 디비상: 1975–76, 1976–77, 1980–81, 1982–83, 1983–84, 1988–89[24]
- 타사 드 포르투갈: 1979–80, 1980–81, 1982–83[25]
- 수페르타사 칸디두 드 올리베이라:[25] 1980, 1989
- 타사 드 온라 3회[25]

보르도
- 리그 1: 1984–85, 1986–87
- 쿠프 드 프랑스: 1985–86, 1986–87
- 트로페 데 샹피옹: 1986

개인
- 포르투갈 올해의 축구 선수: 1976, 1984[26]
- 유럽 선수권 대회의 선수단: 1984[27]

## 참고 문헌
- Lopes, Luís (2008). 《Os Magníficos: Chalana, o pequeno génio》 [초인들: 샬라나, 작은 천재] 초판. QuidNovi. ISBN 978-989-554-508-7.